# Simplify your life
Simplify your life („Vereinfache dein Leben“) ist der Titel eines Selbstmanagement-Buches von Werner Tiki Küstenmacher und Lothar Seiwert. Das Buch besteht aus Anleitungen zur Vereinfachung des alltäglichen Lebens. Es erschien 2001. Unter gleichem Namen geben Werner Tiki Küstenmacher und seine Frau Marion Küstenmacher seit 1998 einen monatlichen Beratungsdienst heraus. Simplify your life ist eine eingetragene Marke des VNR Verlag für die Deutsche Wirtschaft.

## Das Simplify-Prinzip
Die Autoren setzen beim „Überdruss am Überfluss“ an und wollen dem Leser helfen, das Leben zu entrümpeln und zu entschleunigen, um zum Wesentlichen und zu sich selbst zu finden. Das Leben stellen sie symbolisch als Stufenpyramidenmodell mit acht Stufen dar. Zu allen Stufen geben sie Tipps, sogenannte simplify-Ideen oder „ENT-leins“, zur Ent-rümpelung, Ent-schleunigung, Ent-spannung und vielem mehr, die zu einer konsequenten Vereinfachung des Lebens führen sollen. Auf diesem simplify-Weg gehen sie vom Äußerlichen zum Inneren vor:
1. Sachen
2. Geld
3. Zeit
4. Gesundheit
5. Mitmenschen
6. Partner
7. Ich
8. Spiritualität

Ein wesentlicher Bestandteil des Simplify-Wegs in den äußerlichen Bereichen sind die Selbstorganisation und das Zeitmanagement. In den innerlichen Bereichen greifen die Autoren unter anderem auf die christliche Spiritualität und das Enneagramm zurück.

## Kritik
- Deutschlandradio Kultur bemängelt: „In solchen Büchern werden Weisheiten von höchster Banalität und Naivität verbreitet.“[1]
- Für die Wirtschaftswoche ist das Buch „der eher schlichte Mix aus Lebens- und Jobhilfe“.[2]

## Buchreihe
- Werner Tiki Küstenmacher, Lothar J. Seiwert:  Simplify your life. Einfacher und glücklicher leben. Frankfurt, New York: Campus, 12. Auflage 2004. ISBN 3-593-37441-2
- Marion Küstenmacher/ Werner Tiki Küstenmacher: Simplify your life. Den Arbeitsalltag gelassen meistern. Frankfurt, New York: Campus, 2005. ISBN 3-593-37553-2
- Marion Küstenmacher/ Werner Tiki Küstenmacher: Simplify your life. Endlich mehr Zeit haben. Frankfurt, New York: Campus, 2004. ISBN 3-593-37554-0
- Marion Küstenmacher/ Werner Tiki Küstenmacher: Simplify your life. Mit Kindern einfacher und glücklicher leben. Frankfurt, New York: Campus, 2004. ISBN 3-593-37555-9
- Marion Küstenmacher/ Werner Tiki Küstenmacher: Simplify your life. Küche, Keller, Kleiderschrank entspannt im Griff. Frankfurt, New York: Campus, 2005. ISBN 3-593-37790-X
- Marion Küstenmacher/ Werner Tiki Küstenmacher: Simplify your life. Überlebenstipps für Technik-Muffel. Frankfurt, New York: Campus, 2005. ISBN 3-593-37789-6
- Marion Küstenmacher/ Werner Tiki Küstenmacher: Simplify your life. Die Weihnachtsfreude wiederfinden. Frankfurt, New York: Campus, 2004. ISBN 3-593-37556-7
- Marion Küstenmacher/ Werner Tiki Küstenmacher:  Simplify your love. Gemeinsam einfacher und glücklicher leben. Frankfurt, New York: Campus, 2006. ISBN 3-593-38143-5